# Люлин (Ямболская область)
Люлин (болг. Люлин) — село в Болгарии. Находится в Ямболской области, входит в общину Стралджа. Население составляет 229 человек.

## Политическая ситуация
В местном кметстве Люлин, в состав которого входит Люлин, должность кмета (старосты) до 2011 года исполнял Динё Канев Капитанов (Болгарская социалистическая партия (БСП)) по результатам выборов правления кметства 2007 года.
Кмет (мэр) общины Стралджа — Митко Панайотов Андонов (Болгарская социалистическая партия (БСП)) по результатам выборов в правление общины.